# 大分共通バスカード
大分共通バスカード（おおいたきょうつうバスカード）は、大分交通・大分バス・亀の井バスの各社がそれぞれ発行し、大分市及び別府市を中心とした、該当各社の一部の路線で共通に利用できる磁気式乗車カードである。
従来の共通回数券に代わり2000年3月1日に導入されたが、ICカード「nimoca」への置換えにより、2011年いっぱいで廃止された。以下、特記ない限り廃止時点での情勢を記す。

## 種類
| 種別           | 発売額  | 利用額  |
| -------------- | ------- | ------- |
| 一般バスカード | 1,000円 | 1,100円 |
| 一般バスカード | 3,000円 | 3,500円 |
| 一般バスカード | 5,000円 | 5,850円 |
| 学生バスカード | 1,000円 | 1,250円 |
| 学生バスカード | 3,000円 | 3,750円 |

その他、大分交通では同社のみに利用できる、専用の「買物バスカード」（3,000円で3,600円分利用可能）も発行されている（ただし降車時が10:00から16:00の間に限り利用可能）。

## 利用可能路線
- 「大分共通バスカード 使えます」のステッカーのある大分交通・大分バス・亀の井バスの一般路線バス（一部利用できない路線もある）。

ただし高速バス・空港連絡バスなど、一部特定の路線では利用できない。なお、各社の分離子会社ではバスカードが導入されず利用できないため、従来通り、それぞれ紙製の回数券を販売している。

## 利用方法
※車種によっては「2リーダー車」（中乗り前降り）・「2ウェイ車」（前乗り前降り）が混在しているため、利用する際には注意が必要。
- 中扉から乗車、前扉から降車の車両
  - 2リーダー車：乗車用カードリーダーと降車用カードリーダーを設置
    - 乗車時と降車時にカードリーダーに通す
- 前扉から乗降の車両
  - 2ウェイ車：乗降兼用カードリーダーを設置
    - 乗車時と降車時にカードリーダーに通す（乗車時と降車時でカード挿入口と排出口が逆になる）

なお、バスカードの残高が不足の場合は「♪ピピピ」の音が鳴ると同時にカードが止まるが、その際は別のカードか現金を合わせて支払うことになる。

## 販売箇所
- 大分交通・大分バス・亀の井バスの各営業所・案内所・定期券販売所
- バスカード委託販売所
- バス車内

## その他
- 再発行・払い戻しは、そのカード発行事業者ごとの窓口でしか受け付けない。
- 学生用のカードは通学者以外は利用できない。また、学生証の提示を求められる場合がある。

## 廃止
大分バス・大分交通・亀の井バスは2010年3月10日に地場企業・株式会社ニモカとの共同出資でシステム運営会社「大分ICカード開発」を設立し、西日本鉄道が中心となり、株式会社ニモカが発行・運営するICカード「nimoca」を大分県向けの券面に変更した「めじろんnimoca」と同名のサービス名で2010年12月26日から導入した。このため大分共通バスカードは2011年6月30日販売分をもって販売を停止、同年12月31日の運行終了をもって利用を停止した。
2011年10月1日以降、払い戻し額＝残額×発売金額÷利用可能額、手数料無料での払い戻しを2013年12月31日まで行う。